# Christina Dierkes
Christina Dierkes (* 11. Juli 1995 in Bottrop) ist eine ehemalige deutsche Fußballspielerin, die seit der Saison 2012/13 bei der SGS Essen unter Vertrag stand.

## Karriere
Dierkes wechselte im Sommer 2008 in die Jugendabteilung der SG Essen-Schönebeck und rückte zur Saison 2012/13 in den Erstligakader der nun als SGS Essen firmierenden Fußballabteilung auf. Ihr Debüt in der Frauen-Bundesliga gab sie am 17. März 2013 in einem Auswärtsspiel beim FC Bayern München. Mit Essen erreichte Dierkes in der Spielzeit 2013/14 das Finale um den DFB-Pokal, das jedoch mit 0:3 gegen den 1. FFC Frankfurt verloren ging. Zur Saison 2014/15 wechselte Dierkes in Essens zweite Mannschaft.

## Privates
Dierkes besuchte das Josef-Albers-Gymnasium Bottrop. Aktuell (Stand 2024) ist sie Mitglied des Vorstandes des Landessportbundes Nordrhein-Westfalen.